# 通北県
通北県（つうほく-けん）は中華民国から満州国、中華人民共和国にかけて存在した県。

## 地理
通北県は現在の黒竜江省北安市の南部に位置した。

## 歴史
清末の1908年（光緒34年）8月、清朝により通北県が設置される。中華民国が成立すると県制が廃止され、1912年9月に海倫府通北稽墾局が設置され開墾事業に従事した。1915年5月14日、通北稽墾局は通北設治局と改編され綏蘭道の管轄とされた。1917年1月1日、通北設治局は三等県の通化県に改編された。
満州国が成立すると当初は黒竜江省の管轄とされたが、1934年12月に竜江省、更に1939年6月には新設された北安省の管轄とされた。
満州国崩壊後は黒竜江省に移管され、1946年4には拝泉県石泉区が通北県に移管されると同時に県政府も通興鎮（後に通北鎮と改称）に移転された。1956年3月6日、通北県の廃止が決定され、北安県に編入されている。
1982年12月18日、北安市設置の際に通北県の再設置が決定されたが、黒竜江省の反対により1983年4月28日に設置決定が撤回されている。
| 前の行政区画 - | 黒竜江省の歴史的地名 1908年 - 1912年 | 次の行政区画 通北稽墾局 |

| 前の行政区画 通北設治局 | 黒竜江省の歴史的地名 1917年 - 1956年 | 次の行政区画 北安県 |

| 前の行政区画 北安市 | 黒竜江省の歴史的地名 1982年 - 1983年 | 次の行政区画 北安市 |